# Tarenna lancifolia
Tarenna lancifolia là một loài thực vật có hoa trong họ Thiến thảo. Loài này được Ridl. miêu tả khoa học đầu tiên năm 1925.